# مصونیت دیپلماتیک
مصونیت دیپلماتیک، گونه‌ای از مصونیت قانونی است که دو کشور در قبال یکدیگر متعهد می‌شوند که دیپلمات‌ها و مقامات ارشد دولتی یک‌دیگر را تحت تعقیب قانونی، قرار ندهند؛ اما همچنان امکان اخراج آنان وجود دارد؛ مصونیت دیپلماتیک هم‌چنین شامل کارمندان سازمان ملل متحد و زیر مجموعه‌های آن سازمان که در مأموریت‌های کاری باشند نیز می‌شود. این مصونیت به عنوان یک قانون بین‌المللی مبتنی برا قرارداد وین درباره روابط سیاسی برقرار شده، اما پیش از آن نیز از سابقه‌ای طولانی داشته‌است.